# La Kermesse des gangsters
Pour plus de détails, voir Fiche technique et Distribution.
La Kermesse des gangsters (I Escaped from the Gestapo) est un film américain en noir et blanc réalisé par Harold Young, sorti en 1943.

## Synopsis
Torgut Lane est un faussaire en cavale, qui est forcé de travailler pour des espions nazis aux États-Unis. Il a pour mission d'imprimer de faux billets afin de saper l’effort de guerre. Il finit par trouver un moyen de signaler leurs activités, en gravant un cadeau révélateur sur l’assiette pour avertir le FBI.

## Fiche technique
- Titre français : La Kermesse des gangsters
- Titre belge : La Kermesse des gangsters
- Titre original : I Escaped from the Gestapo
- Réalisation : Harold Young
- Producteur : Charles King, Maurice King
- Société de production : King Brothers Productions
- Société de distribution : Monogram Pictures
- Scénario : Henry Blankfort, Henry Blankfort, Wallace Sullivan
- Musique : W. Franke Harling
- Photographie : Ira H. Morgan
- Montage : Sam Winston
- Pays : États-Unis
- Format : noir et blanc - 35 mm - 1,37:1 - Son : Mono  (Western Electric Recording)
- Genre : Film de guerre, Film policier
- Durée : 75 minutes
- Dates de sortie : 
  -  États-Unis : 14 mai 1943
  -  France : 11 mai 1945

## Distribution
- Dean Jagger : Torgut Lane
- John Carradine : Fritz Martin, agent de la Gestapo
- Mary Brian : Helen
- William Henry : Gordon, agent de la Gestapo (crédité Bill Henry)
- Sidney Blackmer : Bergen
- Ian Keith : Gerard
- Anthony Warde : Lokin (crédité Anthony Ward)
- Edward Keane (en) : Domack, chef de la Gestapo
- William Marshall : Lunt (crédité Billy Marshall)
- Norman Willis : Rodt, chef du FBI
- Peter Dunne : Olin
- George McFarland : Billy
- Charles Wagenheim : Hart
- Frances Farmer : séquence montage (non crédité)